# 境港市立外江小学校
境港市立外江小学校（さかいみなとしりつ とのえしょうがっこう）は、鳥取県境港市外江町にある公立小学校。

## 沿革
- 1873年（明治6年）5月 - 外江小学校開校。
- 1879年（明治12年）4月 - 公立外江小学校と改称。
- 1887年（明治20年）4月 - 村立外江尋常小学校と改称、簡易小学校を併置・翌年廃止。
- 1895年（明治28年）8月 - 移転（現在の農協）。
- 1906年（明治39年）4月 - 外江尋常高等小学校と改称。
- 1910年（明治43年）10月 - 外江農業補習学校を付設。
- 1941年（昭和16年）4月1日 - 国民学校令により外江国民学校と改称。
- 1947年（昭和22年）4月1日 - 学制改革により外江村立外江小学校と改称。
  - 11月1日 - 町制施行により外江町立外江小学校と改称。
- 1954年（昭和29年）8月10日 - 町村合併により境港町立外江小学校と改称。
- 1956年（昭和31年）4月1日 - 市制施行により境港市立外江小学校と改称。

## 通学区域
- 外江町、芝町、清水町、西工業団地[1]

## 進学先中学校
- 境港市立第三中学校

## 交通アクセス
- JR境線 境港駅前より
  - はまるーぷバス生活コース左回り「外江小学校入口」バス停下車